# 11月3日
11月3日（じゅういちがつみっか）は、グレゴリオ暦で年始から307日目（閏年では308日目）にあたり、年末まであと58日ある。

## できごと

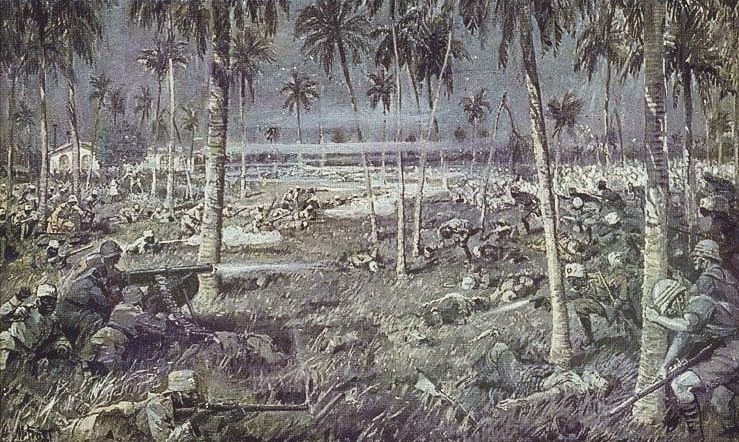
1914年、タンガの戦い。

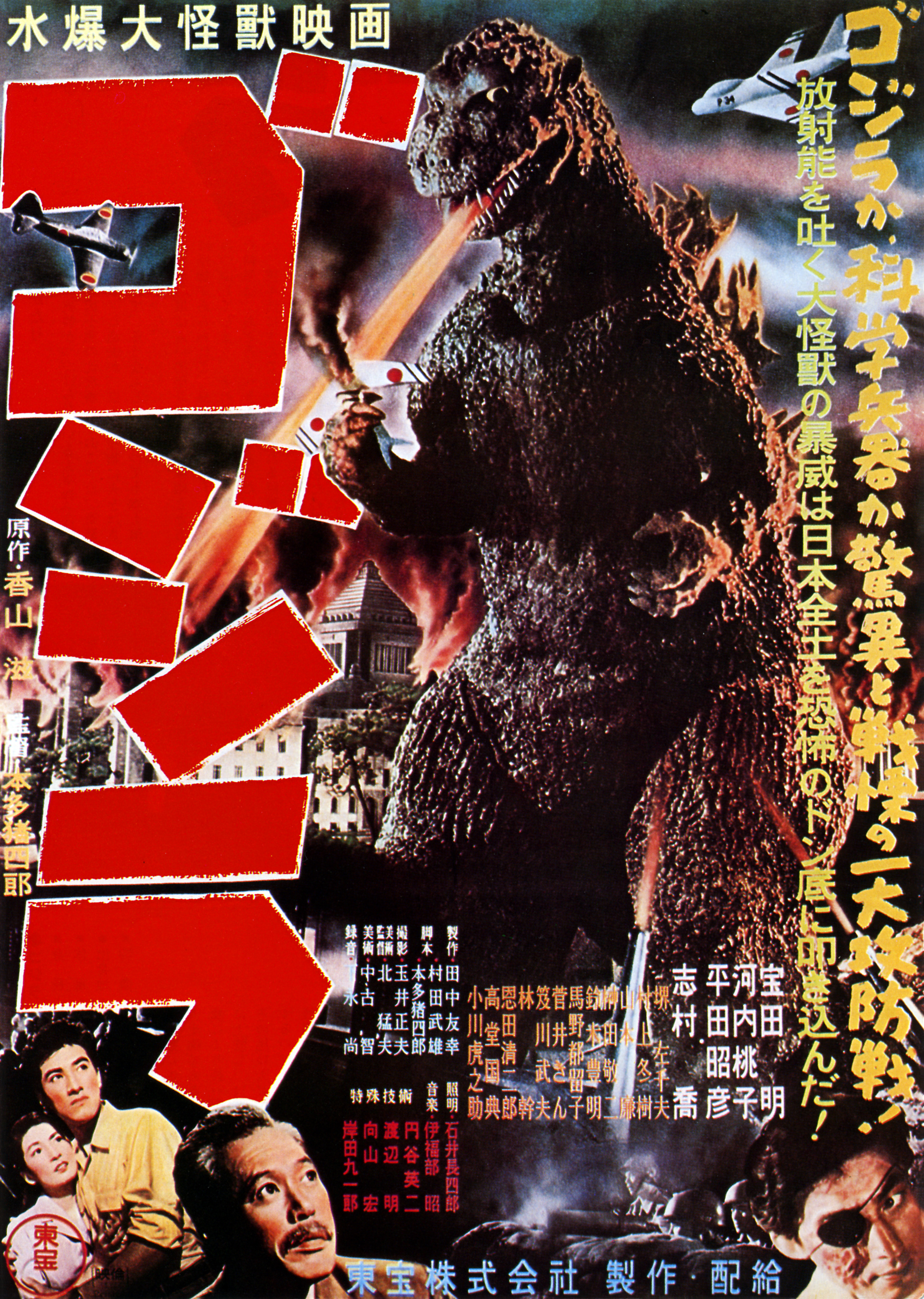
1954年、ゴジラシリーズ第1作劇場公開。

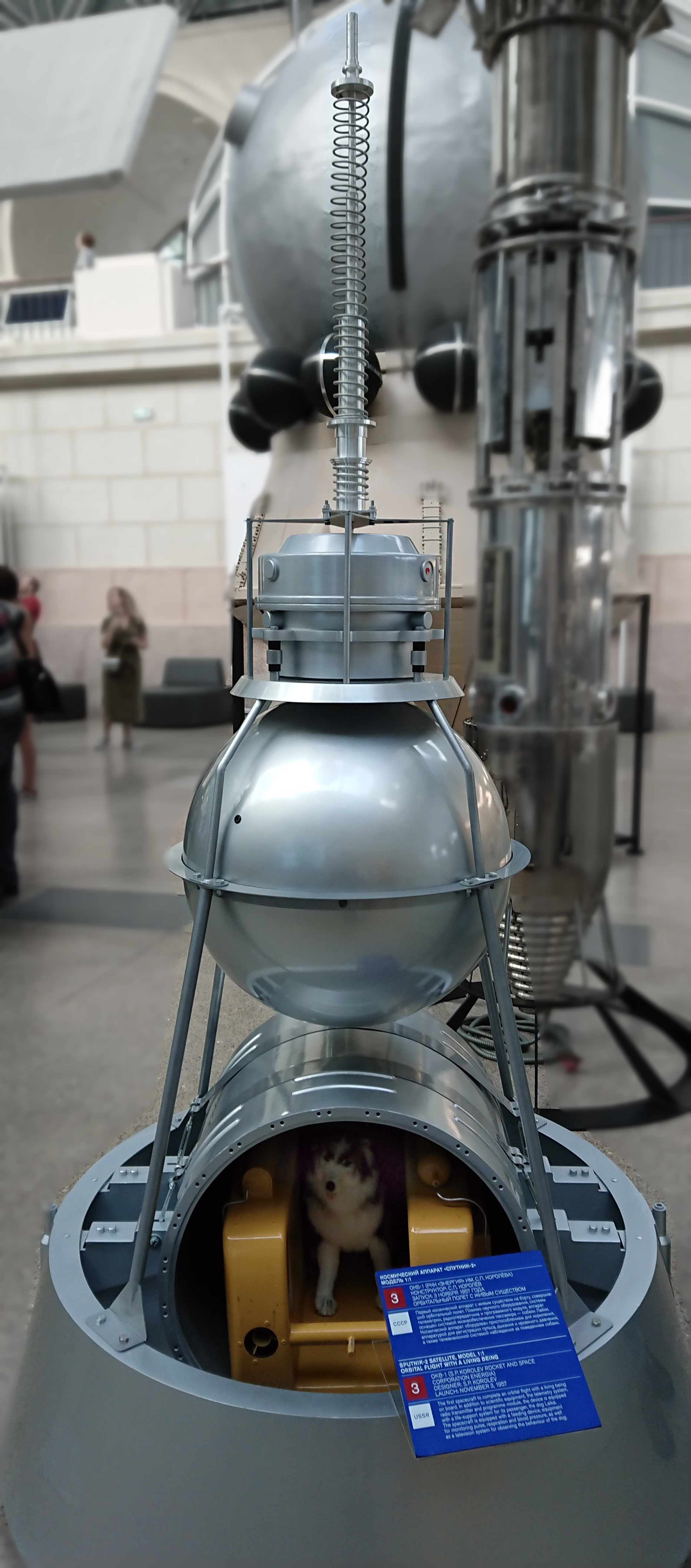
1957年、ライカを乗せた人工衛星「スプートニク2号」打上げ

- 644年 - 第2代正統代理人ウマルが2日前に奴隷に刺された傷が元で死去。
- 711年（和銅4年9月18日） - 元明天皇の詔勅により太安万侶が『古事記』の編纂に着手。
- 1450年 - アラゴン王アルフォンソ5世によってバルセロナ大学が創設。
- 1493年 - クリストファー・コロンブスがドミニカ島を最初に視認する。
- 1577年（天正5年9月23日） - 手取川の戦いで上杉謙信軍が織田信長軍に大勝。
- 1695年（元禄8年9月27日） - 元禄丁銀の通用開始。
- 1783年 - アメリカ合衆国の大陸軍が解散。
- 1793年 - フランス革命: ルイ16世の処刑に反対したオランプ・ド・グージュに反革命の罪によりギロチン刑の判決が下り、即日執行される。
- 1817年 - モントリオール銀行が創業。
- 1851年 - ドーバー海峡を横断する海底ケーブルによるはじめての通信が行われる。
- 1868年 - アメリカ大統領選挙で、ユリシーズ・グラントが当選。
- 1880年 - 天長節祝賀の宮中で「君が代」が初めて披露される。
- 1890年 - 帝国ホテルが開業。
- 1898年 - 憲政党の旧進歩党系議員が憲政本党を結成。
- 1900年 - ニューヨークで世界初の自動車ショーが開催。
- 1903年 - パナマがコロンビアからの独立を宣言。
- 1905年 - ロシア皇帝：ニコライ2世が政治犯の恩赦を実施。フィンランド人の政治的自由を回復する勅令に署名。
- 1906年 - ベルリンで開かれた第一回国際無線電信会議において世界統一の遭難信号としてSOSを採択。
- 1914年 - 第一次世界大戦: タンガの戦いが始まる。
- 1916年 - 日本で迪宮裕仁親王の立太子の礼。正式に皇太子となる。
- 1918年 - 第一次世界大戦: オーストリア＝ハンガリー帝国が休戦協定に署名。
- 1918年 - 北ドイツのキール軍港で水兵が叛乱。ドイツ革命が始まる。
- 1929年 - 朝鮮で光州学生事件が起こる。
- 1931年 - 宮沢賢治が手帳に「雨ニモマケズ」を書き留める。
- 1936年 - アメリカ大統領選挙で、フランクリン・ルーズベルトが再選。
- 1944年 - 第二次世界大戦: 日本陸軍が風船爆弾によるアメリカ本土攻撃を開始。
- 1946年 - 日本国憲法が公布。
- 1948年 - アメリカ大統領選挙でハリー・S・トルーマンが当選。
- 1949年 - 湯川秀樹にノーベル物理学賞が贈られることが決定。日本人初のノーベル賞受賞。
- 1951年 - 愛媛県で映画フィルムの引火から満員のバスが全焼し死者32人。以降、バスへの大量のフィルム持ちこみが禁止となる。
- 1953年 - 『東京物語』が日本で劇場公開。
- 1954年 - 日本映画初の特撮怪獣映画『ゴジラ』のシリーズ第1作が公開される[1]。
- 1955年 - 大娯楽施設船橋ヘルスセンターが開場。1977年5月に営業終了[2]。
- 1957年 - ソ連がライカ犬を乗せた人工衛星「スプートニク2号」を打上げ。ライカ犬は地球軌道を周回した最初の生物になったが、宇宙船に地球へ帰還する設備が備えられていなかったため、ライカ犬は睡眠薬によって宇宙で安楽死させられた[3]。
- 1963年 - ベトナム戦争：ダクトの戦い。
- 1968年 - 北海道テレビ放送（HTB）が開局。
- 1970年 - 左派のサルバドール・アジェンデがチリ大統領に就任。
- 1973年 - NASAが火星探査機「マリナー10号」を打ち上げ。
- 1978年 - ドミニカ国がイギリスより独立を宣言。
- 1986年 - レバノンの雑誌がレーガン政権のイランへの秘密の武器輸出を報じて、イラン・コントラ事件が発覚。
- 1986年 - ミクロネシア連邦がアメリカ合衆国信託統治領から独立。
- 1992年 - 沖縄戦で焼失した首里城が復元され、首里城公園が開園。
- 1992年 - アメリカ大統領選挙で、ビル・クリントンが当選。
- 1992年 - キャロル・モースリー＝ブラウンがイリノイ州から、米国初の女性アフリカ系上院議員（英語版）に当選。
- 1993年 - 第41回全日本剣道選手権大会において宮崎正裕六段、史裕六段が決勝で対戦。
- 1998年 - 元プロレスラーのジェシー・ベンチュラがミネソタ州知事に当選。
- 1999年 - ジャニーズの男性アイドルグループ嵐が「A・RA・SHI」でCDデビュー。
- 2002年 - アラスカ州南部でマグニチュード8.0の地震。山崩れなどの被害。
- 2004年 - アメリカ大統領選挙で、ジョージ・W・ブッシュが再選。
- 2007年 - パキスタン大統領パルヴェーズ・ムシャラフが、10月の大統領選挙の当選無効判決阻止のため、全土に非常事態宣言を行い憲法を停止。
- 2007年 - 武豊がJRA史上初となる通算3000勝を達成。
- 2013年 - 東北楽天ゴールデンイーグルスが球団創設以来初の日本一を達成[4]。
- 2014年 - ニューヨーク・ワールドトレードセンタービルの跡地に高さ約541mの「1 ワールドトレードセンター」が完成[5]。
- 2020年 - ティグレ紛争が始まる。
- 2020年 - 2020年アメリカ合衆国大統領選挙の投票が行なわれ、ジョー・バイデン氏が当選。
- 2023年 - 『ゴジラ-1.0』が公開する。
- 2024年 -  SMBC日本シリーズ2024第6戦にて、横浜DeNAベイスターズが福岡ソフトバンクホークスに快勝し、1998年以来26年ぶりに日本一となった。

## 誕生日

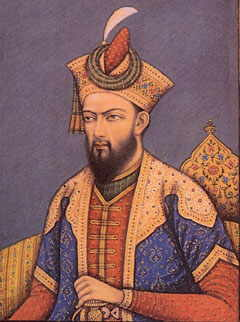
アウラングゼーブ(1618-1707)誕生。

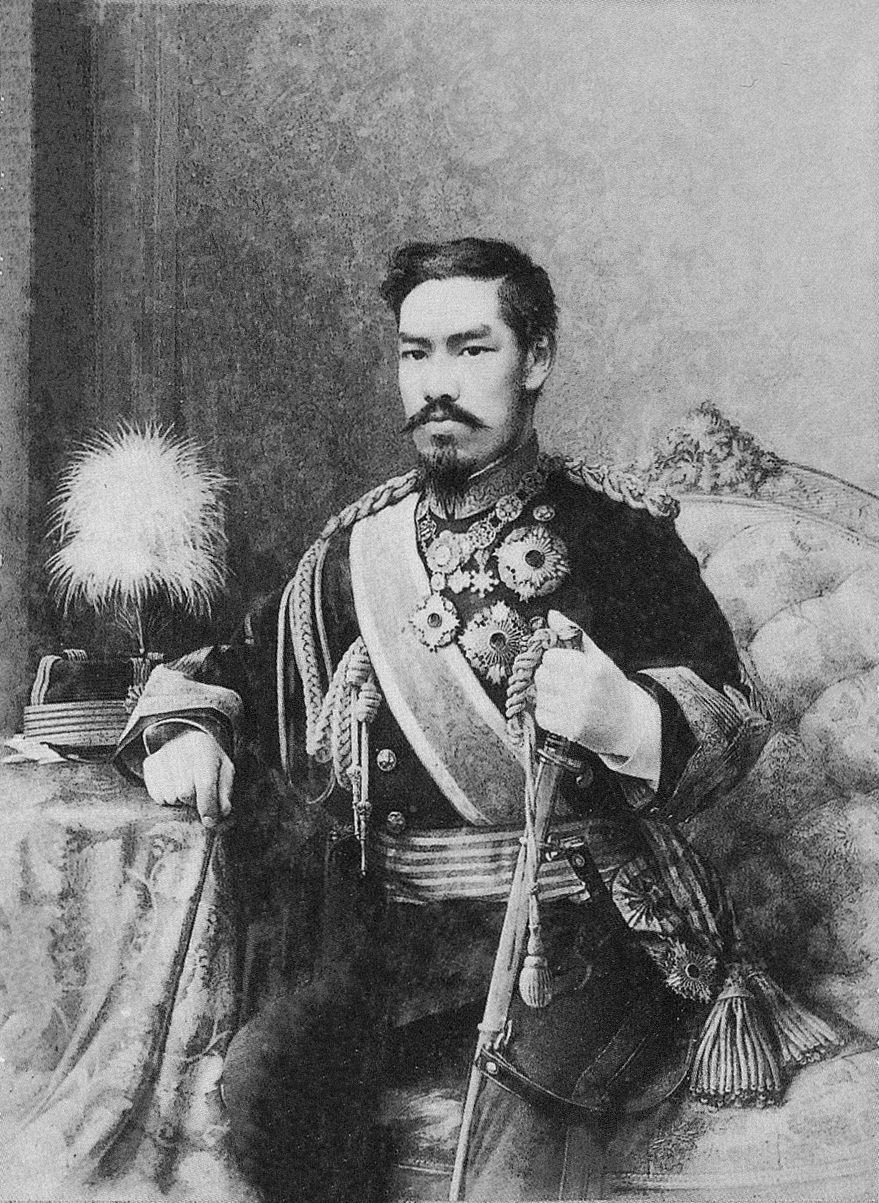
明治天皇(1852-1912)誕生。

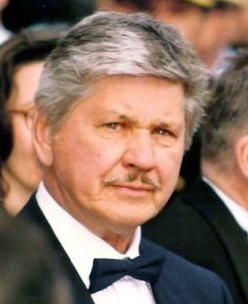
チャールズ・ブロンソン(1921-2003)誕生。

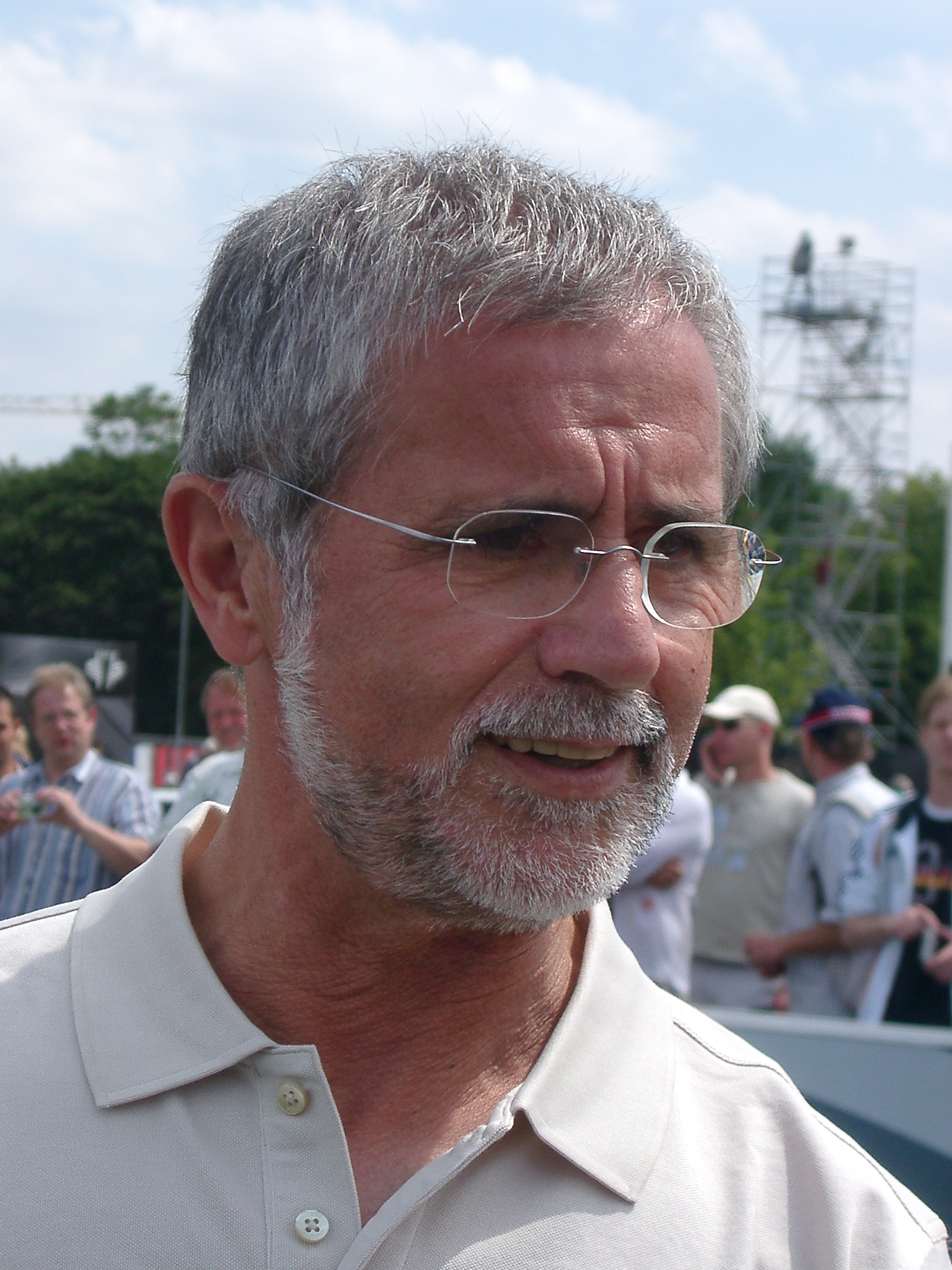
ゲルト・ミュラー(1945-2021)誕生。

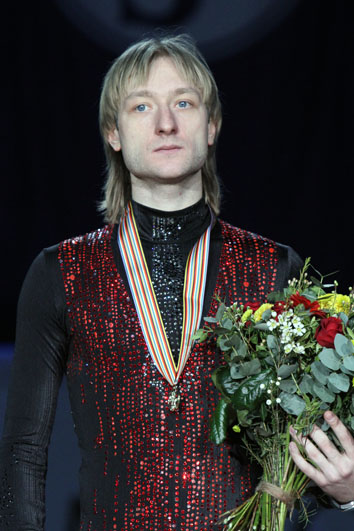
エフゲニー・プルシェンコ(1982-)誕生。

- 1500年 - ベンヴェヌート・チェッリーニ、美術家（+ 1571年）
- 1560年 - アンニーバレ・カラッチ、画家（+ 1609年）
- 1618年 - アウラングゼーブ、ムガル帝国皇帝（+ 1707年）
- 1633年 - ベルナルディーノ・ラマツィーニ - 医師、医学者（+ 1654年）
- 1688年（元禄元年10月11日） - 市川團十郎 (2代目)、歌舞伎役者（+ 1758年）
- 1706年（宝永3年9月28日） - 板倉勝里、第3代福島藩主（+ 1743年）
- 1713年（正徳3年9月16日） - 朽木綱貞、第6代福知山藩主（+ 1788年）
- 1718年 - ジョン・モンタギュー、イギリス海相、第4代サンドウィッチ伯爵（+ 1792年）
- 1744年（延享元年9月29日） - 松平資昌、初代宮津藩主（+ 1762年）
- 1749年 - ダニエル・ラザフォード、化学者（+ 1819年）
- 1751年（寛延4年9月16日） - 内藤学文、第2代挙母藩主（+ 1794年）
- 1757年 - ロバート・スミス、アメリカ合衆国国務長官（+ 1842年）
- 1793年 - スティーブン・オースティン、テキサス州の入植指導者（+ 1836年）
- 1794年 - ウィリアム・カレン・ブライアント、詩人、ジャーナリスト（+ 1878年）
- 1801年 - ヴィンチェンツォ・ベッリーニ、作曲家（+ 1835年）
- 1812年（文化9年9月30日） - 成瀬正住、第8代犬山藩主（+ 1857年）
- 1827年（文政10年9月14日） - 小笠原忠幹、第9代安志藩主（+ 1865年）
- 1828年（文政11年9月26日） - 大岡忠敬、第7代西大平藩主、子爵（+ 1887年）
- 1852年（嘉永5年9月22日） - 明治天皇、第122代天皇（+ 1912年）
- 1856年 - ジム・マコーミック、野球選手（+ 1918年）
- 1857年 - ミハイル・アレクセーエフ、ロシア帝国陸軍軍人（+ 1918年）
- 1863年 - アルフレッド・ペロー、物理学者（+ 1925年）
- 1870年 - 安田善三郎、実業家、貴院議員（+ 1930年）
- 1886年 - 田中栄三、俳優、脚本家、映画監督（+ 1968年）
- 1887年 - 大手拓次、詩人（+ 1934年）
- 1887年 - サムイル・マルシャーク、詩人、児童文学作家、翻訳家（+ 1964年）
- 1890年 - 近藤乾三、シテ方宝生流能楽師（+ 1988年）
- 1890年 - 山川菊栄、評論家、婦人運動家（+ 1980年）
- 1892年 - 八代目 桂文楽、落語家（+ 1971年）
- 1893年 - 早川徳次、シャープ創業者、シャープペンシル開発者（+ 1980年）
- 1893年 - エドワード・アダルバート・ドイジー、生化学者（+ 1986年）
- 1894年 - 腰本寿、野球選手（+ 1935年）
- 1899年 - シェレッシュ・レジェー、作曲家（+ 1968年）
- 1901年 - アンドレ・マルロー、作家（+ 1976年）
- 1901年 - レオポルド3世、ベルギー王（+ 1983年）
- 1901年 - 山口誓子、俳人（+ 1994年）
- 1901年 - 秋元不死男、俳人（+ 1977年）
- 1902年 - 柳さく子、女優（+ 1963年）
- 1903年 - ウォーカー・エバンス、写真家（+ 1975年）
- 1905年 - 浪越徳治郎、指圧師（+ 2000年）
- 1906年 - 熊谷太三郎、元科学技術庁長官、元福井市長、熊谷組2代目社長（+ 1992年）
- 1906年 - 熊谷卓三、俳優（没年不詳）[1]
- 1906年 - アルマ・ロゼ、ヴァイオリニスト（+ 1944年）
- 1914年 - 戸倉勝城、元プロ野球選手（+ 1997年）
- 1914年 - 大来佐武郎、経済学者、外務大臣（+ 1993年）
- 1915年 - 白木一二、プロ野球選手（+ 1944年？）
- 1918年 - ボブ・フェラー、プロ野球選手（+ 2010年）
- 1921年 - チャールズ・ブロンソン、俳優（+ 2003年）
- 1923年 - 外山滋比古、英文学者、言語学者（+ 2020年）
- 1926年 - 山口瞳、小説家（+ 1995年）
- 1928年 - 手塚治虫、漫画家（+ 1989年）
- 1928年 - 小島剛夕、漫画家（+ 2000年）
- 1928年 - ニック・ホロニアック、工学者、発明家（+ 2022年）
- 1930年 - 関勉、アマチュア天文家
- 1930年 - 引地信之、元プロ野球選手（+ 1999年）
- 1930年 - 西村寿行、小説家（+ 2007年）
- 1931年 - 松永怜一、アマチュア野球指導者（+ 2022年）
- 1931年 - 野崎整子、歌手
- 1932年 - 岩村吉博、元プロ野球選手
- 1933年 - アマルティア・セン、経済学者
- 1933年 - ジョン・バリー、作曲家（+ 2011年）
- 1933年 - マイケル・デュカキス、政治家
- 1934年 - 新間正次、タレント、政治家
- 1935年 - 森徹、元プロ野球選手（+ 2014年）
- 1936年 - さいとう・たかを、漫画家（+ 2021年）
- 1936年 - 上之郷利昭、ノンフィクション作家、評論家（+ 2006年）
- 1938年 - 小林旭、俳優、歌手
- 1941年 - 長坂秀佳、脚本家
- 1941年 - 松本育夫、元サッカー選手、指導者
- 1942年 - 秋葉忠利、政治家
- 1943年 - 河原崎建三、俳優
- 1944年 - 亀渕友香、歌手、声楽研究家（+ 2017年）
- 1944年 - 渡辺元智、元高校野球指導者
- 1945年 - 三原綱木[6]、ギタリスト（ジャッキー吉川とブルー・コメッツ、三原綱木とザ・ニューブリード）
- 1945年 - ゲルト・ミュラー、元サッカー選手（+ 2021年）
- 1946年 - 竹下亘、政治家（+ 2021年）
- 1947年 - 金井美恵子、小説家
- 1947年 - 皆川康夫、元プロ野球選手（+ 2022年）
- 1948年 - 下斗米伸夫、政治学者
- 1948年 - 河村たかし、政治家、第32代-35代名古屋市長、衆議院議員
- 1948年 - 髙田明、実業家、ジャパネットたかた創業者
- 1948年 - 柄本明、俳優[1]
- 1948年 - リック・クルーガー、元プロ野球選手
- 1949年 - ラリー・ホームズ、プロボクサー
- 1949年 - 藤村修、元政治家
- 1949年 - 宇都宮真由美、政治家
- 1951年 - 原田久仁信、漫画家（+ 2025年）
- 1952年 - 大久保裕晴、経済学者
- 1953年 - うえだひでひと、アニメーション監督
- 1953年 - 丸尾喜久子、作曲家
- 1954年 - 中出謙二、元プロ野球選手
- 1955年 - 小林たつよし、漫画家
- 1955年 - 堤幸彦、演出家、映画監督
- 1956年 - 三浦暁子、エッセイスト
- 1956年 - ボブ・ウェルチ、元プロ野球選手（+ 2014年）
- 1957年 - 岡島一正、政治家
- 1957年 - 中谷明彦、レーシングドライバー
- 1957年 - ドルフ・ラングレン、俳優
- 1959年 - ハル・ハートリー、映画監督
- 1960年 - 立花家橘之助 (2代目)、三味線漫談家
- 1960年 - カーチ・キライ、バレーボール選手、ビーチバレー選手
- 1962年 - 原伸次、元プロ野球選手
- 1962年 - サクティ・ワヒュ・トレンゴノ、政治家
- 1964年 - 現代洋子、漫画家
- 1964年 - ハン・ソッキュ、俳優
- 1964年 - 向井亜紀、タレント
- 1965年 - 伊園旬 、小説家、推理作家
- 1965年 - 金平桂一郎、プロボクシング・プロモーター、協栄ボクシングジム会長
- 1965年 - 神奈月、タレント
- 1965年 - 木村匡也、ナレーター、DJ
- 1965年 - 谷中公一、競馬評論家
- 1967年 - 墨田ユキ、女優、元AV女優
- 1967年 - 渡辺裕薫、漫才師（シンデレラエキスプレス）
- 1967年 - スティーヴン・ウィルソン、ギタリスト、ボーカリスト（ポーキュパイン・ツリー）
- 1968年 - 高岩成二、俳優、スーツアクター
- 1968年 - 三宅剛正、音楽家、作曲家
- 1968年 - 村山康文、フォトジャーナリスト
- 1968年 - ポール・クアントリル、元プロ野球選手
- 1968年 - 小林紀子、キャスター
- 1969年 - 栗山浩一、声優
- 1971年 - ドワイト・ヨーク、元サッカー選手
- 1972年 - アーマンド・ベニテス、元プロ野球選手
- 1973年 - 橋浦多美、DJ、リポーター、キャスター、司会者
- 1973年 - ミック・トムソン、ギタリスト（スリップノット）
- 1973年 - サントス・ヘルナンデス、元プロ野球選手
- 1975年 - 原口あきまさ、タレント
- 1975年 - 高波文一、元プロ野球選手
- 1976年 - 伊藤徳宇、政治家、桑名市長
- 1976年 - 青山桐子、声優
- 1976年 - Nao'ymt、音楽プロデューサー
- 1976年 - ジェイク・シマブクロ、ウクレレ奏者
- 1977年 - 真藤順丈、小説家
- 1978年 - 武幸四郎、元騎手、調教師
- 1978年 - 坂井寛子、ソフトボール選手
- 1979年 - パブロ・アイマール、サッカー選手
- 1979年 - 柴田由香、原画家、作画監督
- 1979年 - 平岩紙、女優
- 1979年 - 渡瀬美遊、女優、モデル、タレント
- 1980年 - 高田潤、騎手
- 1981年 - 正田樹、元プロ野球選手
- 1981年 - ディエゴ・ロペス、サッカー選手
- 1982年 - エフゲニー・プルシェンコ、フィギュアスケート選手
- 1982年 - ちすん、女優
- 1982年 - 椎名佐千子、演歌歌手
- 1983年 - 江頭ひなた、モデル
- 1984年 - 錦戸亮、歌手、ミュージシャン、俳優（元関ジャニ∞）
- 1984年 - 福井未菜、元タレント
- 1984年 - ブランドン・ディクソン、プロ野球選手
- 1985年 - 聖澤諒、元プロ野球選手
- 1987年 - ジェマ・ワード、スーパーモデル
- 1987年 - 鈴木咲、タレント
- 1987年 - コリン・キャパニック、アメリカンフットボール選手
- 1987年 - 中田亮二、元プロ野球選手
- 1987年 - ライアン・テペラ、プロ野球選手
- 1988年 - そらる、シンガーソングライター
- 1988年 - 鈴木浩文、俳優、脚本家
- 1989年 - 崎山つばさ、俳優、歌手
- 1990年 - 新井涼平、サッカー選手
- 1990年 - 鈴木伸二、囲碁棋士
- 1990年 - 市川孝徳、陸上選手
- 1991年 - 栗木まりさ、モデル、グラビアアイドル
- 1992年 - 本田剛文、タレント
- 1992年 - 阿部翔太、プロ野球選手
- 1993年 - 酒井直斗、タレント
- 1994年 - 山本雅士、元プロ野球選手
- 1995年 - ケンダル・ジェンナー、ファッションモデル、テレビタレント、女優
- 1995年 - 壽倉雅、脚本家
- 1995年 - 福本エミ、元ファッションモデル
- 1996年 - 森山みつき、女優
- 1997年 - 北村匠海、俳優、歌手（DISH//）
- 1997年 - 水谷果穂、女優、歌手
- 1997年 - 大下誠一郎、プロ野球選手
- 1997年 - ローガン・ドリスコル、プロ野球選手
- 1998年 - Ryo、シンガーソングライター（Little Black Dress）
- 1999年 - 清水達也、プロ野球選手
- 2001年 - 佐々木朗希、プロ野球選手
- 2005年 - 末永祐月、アイドル（元AKB48)
- 2005年 - 佐倉俠史朗、プロ野球選手
- 2010年 - 青山らら、元子役
- 生年不詳 - 有馬ゆみこ、歌手、ナレーター
- 生年不詳 - IZUMI、ギタリスト（AION、THE BRAINCASE）
- 生年不詳 - 朝田貴絵、声優
- 生年不詳 - 早瀬莉花、声優
- 生年不詳 - 三田たたみ、漫画原作者

## 忌日

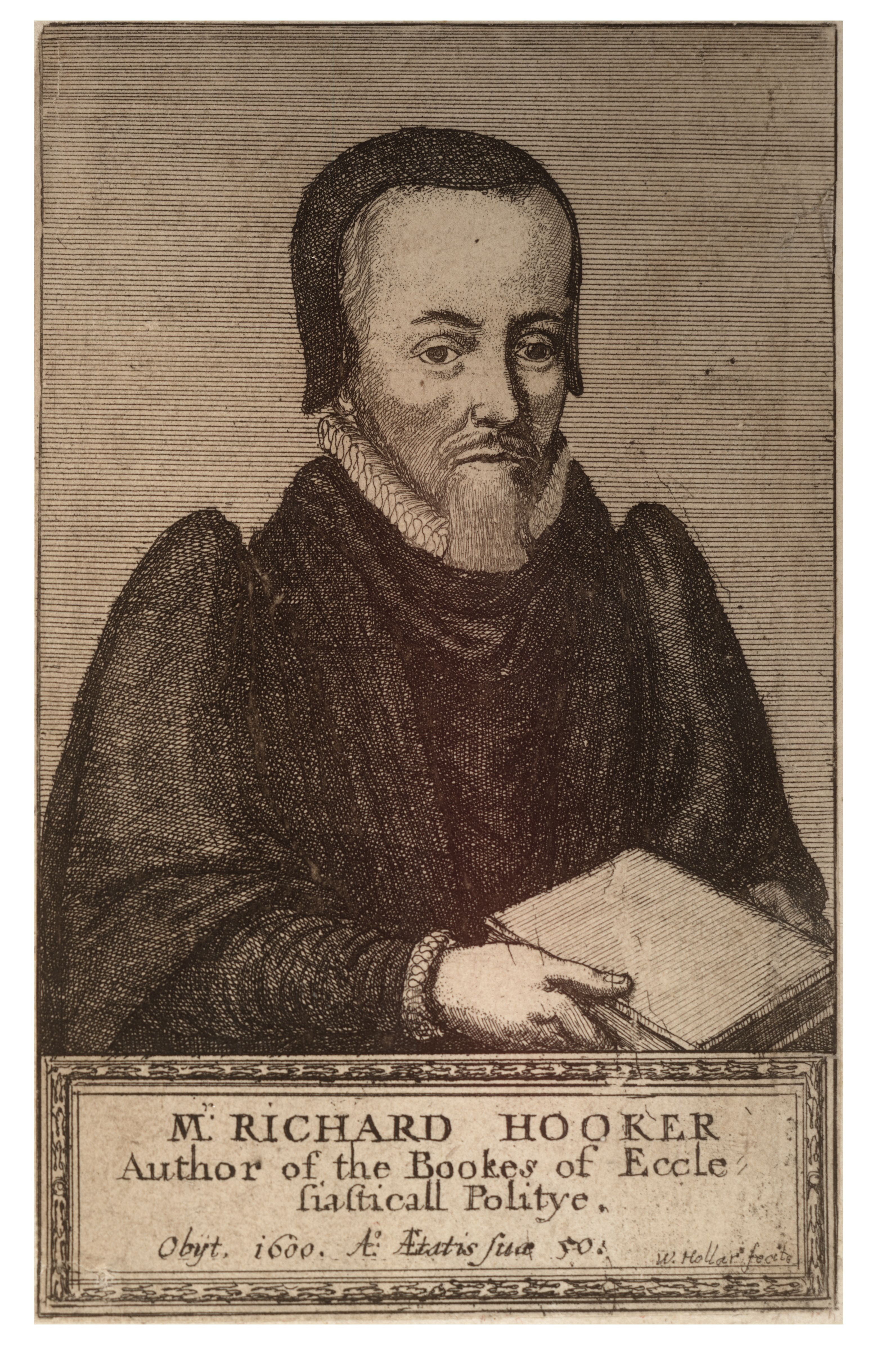
リチャード・フッカー(1554-1600)没。

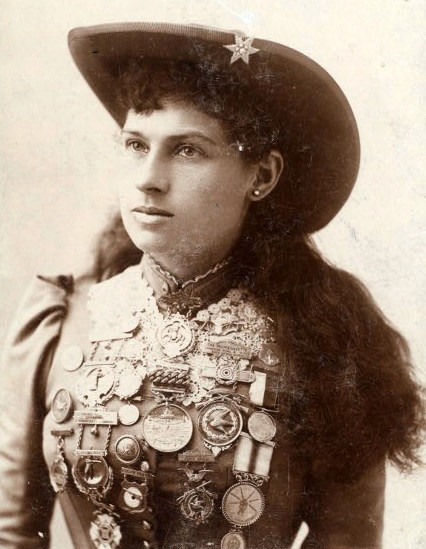
アニー・オークレイ(1860-1926)没。

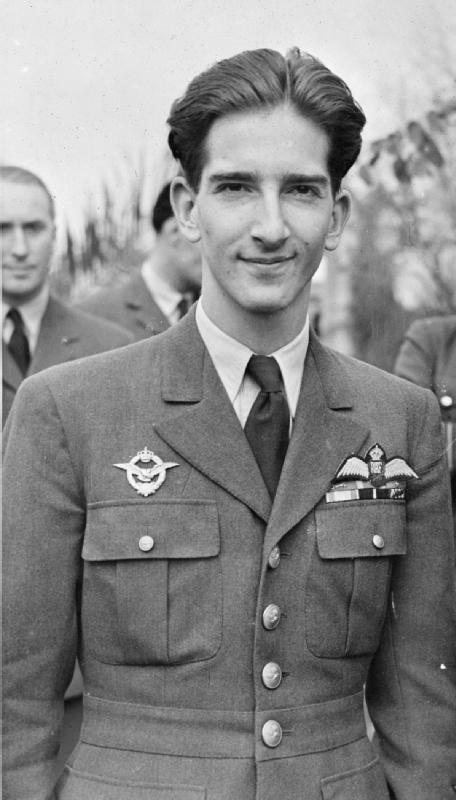
ペータル2世(1923-1970)没。

- 361年 - コンスタンティウス2世、ローマ皇帝（* 317年）
- 644年 - ウマル・イブン・ハッターブ、ウンマの正統カリフ（* 592年?）
- 775年（宝亀6年10月2日） - 吉備真備、奈良時代の廷臣、学者（* 695年）
- 1220年 - ウラカ・デ・カスティーリャ、ポルトガル王アフォンソ2世の妃（* 1186年）
- 1254年 - ヨハネス3世ドゥーカス・ヴァタツェス、ニカイア皇帝（* 1193年）
- 1311年（応長元年9月22日） - 北条師時、鎌倉幕府第10代執権（* 1275年）
- 1428年 - トマス・モンタギュー、ソールズベリー伯（* 1388年）
- 1535年（天文4年10月8日） - 足利高基、第3代古河公方（* 1485年）
- 1580年 - ヘロニモ・スリータ（英語版）、歴史家（* 1512年）
- 1582年（天正10年10月8日） - 細川真之、戦国武将（* 1538年）
- 1584年 - カルロ・ボッロメーオ、カトリックの聖人（* 1538年）
- 1600年 - リチャード・フッカー、イングランド国教会の神学者（* 1554年）
- 1626年（寛永3年9月15日） - 崇源院、江戸幕府第2代将軍徳川秀忠の正室（* 1573年）
- 1633年 - ルチオ・マッサリ（英語版）、画家（* 1569年）
- 1643年 - パウル・ギュルダン、数学者（* 1577年）
- 1670年 - サロモン・ファン・ロイスダール、画家（* 1602年）
- 1711年 - ジョルダーノ・ヴィターレ（英語版）、数学者（* 1633年）
- 1766年 - トマス・アプト、哲学者（* 1738年）
- 1781年 - ヤコブ・エマヌエル・ハンドマン（英語版）、画家（* 1718年）
- 1783年 - シャルル・コレ（英語版）、劇作家、作詞家（* 1709年）
- 1787年 - ロバート・ロウス（英語版）、英語文法学者（* 1710年）
- 1793年 - オランプ・ド・グージュ、フェミニズムの先駆者、フランス革命の活動家（* 1748年）
- 1830年 - シモーネ・ポマルディ（イタリア語版）、画家、製図家、旅行家（* 1757年）
- 1832年 - ジョン・レスリー、数学者、物理学者（* 1766年）
- 1855年 - フランソワ・リュード、彫刻家（* 1784年）
- 1896年 - オイゲン・バウマン、化学者（* 1846年）
- 1913年 - ハンス・ブロンサルト・フォン・シェレンドルフ、音楽家、作曲家（* 1830年）
- 1914年 - ゲオルク・トラークル、詩人（* 1887年）
- 1918年 - アレクサンドル・リャプノフ、数学者、物理学者（* 1857年）
- 1919年 - 寺内正毅、軍人、政治家、第18代内閣総理大臣（* 1852年）
- 1926年 - アニー・オークレイ、射撃手（* 1860年）
- 1926年 - 福澤捨次郎、ジャーナリスト（* 1865年）
- 1929年 - ヤン・ボードゥアン・ド・クルトネ、言語学者（* 1845年）
- 1933年 - ピエール・ポール・エミール・ルー（英語版）、医師、細菌学者、免疫学者（* 1853年）
- 1934年 - 江見水蔭、小説家（* 1869年）
- 1938年 - 島徳蔵、実業家、相場師、元阪神電鉄社長、元天津・上海取引所理事長（* 1875年）
- 1938年 - 木島櫻谷、日本画家（* 1877年）
- 1939年 - シャルル・トゥルヌミール、作曲家（* 1870年）
- 1942年 - カール・シュテルンハイム、劇作家、小説家（* 1878年）
- 1945年 - 松波仁一郎、法学者（* 1868年）
- 1947年 - ジョン・ギルバート・ウィナント（英語版）、政治家（* 1889年）
- 1949年 - ソロモン・R・グッゲンハイム、グッゲンハイム美術館設立者（* 1861年）
- 1949年 - 田中英光、小説家（* 1913年）
- 1950年 - 小磯國昭、第41代内閣総理大臣（* 1880年）
- 1954年 - アンリ・マティス、画家（* 1869年）
- 1956年 - ジャン・メッツァンジェ、画家（* 1883年）
- 1956年 - 永田清、経済学者、実業家、元日本ゴム株式会社社長、元日本放送協会会長（* 1903年）
- 1957年 - ヴィルヘルム・ライヒ、精神分析学者（* 1897年）
- 1959年 - 高橋貞二、俳優（* 1927年）
- 1960年 - ボビー・ウォレス、メジャーリーガー（* 1873年）
- 1961年 - 権藤花代、童謡詩人（* 1899年）
- 1962年 - ハーロー・カーティス、実業家、元ゼネラル・モーターズ最高責任者（* 1893年）
- 1966年 - 西村新八郎[7]、実業家、マンダム創業者（* 1891年）
- 1968年 - 安藤画一[8]、産婦人科医学者、慶応義塾大学名誉教授、元日本不妊学会理事長（* 1885年）
- 1970年 - ペータル2世、ユーゴスラビア王（* 1923年）
- 1972年 - 上田吉二郎、俳優（* 1904年）
- 1977年 - アルマン・リュネル、作家（* 1892年）
- 1985年 - 坪内美詠子、女優（* 1915年）
- 1987年 - 梁実秋、散文家、文学評論家、翻訳家（* 1903年）
- 1987年 - 坂本盛明、元プロ野球選手（* 1934年）
- 1989年 - 豊竹団司、女義太夫（* 1891年）
- 1989年 - 竹内壽平、検察官、第8代プロ野球コミッショナー（* 1908年）
- 1990年 - 筒井修、元プロ野球選手（* 1917年）
- 1990年 - メアリー・マーティン（英語版）、女優（* 1913年）
- 1991年 - 亀井善彰、政治家（* 1901年）
- 1992年 - 赤堀四郎、生化学者（* 1900年）
- 1993年 - レフ・テルミン、発明家（* 1896年）
- 1995年 - 尹伊桑、作曲家（* 1917年）
- 1996年 - 木村守江、政治家・第4代福島県知事（* 1900年）
- 1996年 - 加藤治郎、将棋棋士（* 1910年）
- 1996年 - ジャン＝ベデル・ボカサ（ボカサ1世）、中央アフリカ大統領、中央アフリカ皇帝（* 1921年）
- 1998年 - ボブ・ケイン、漫画家、アーティスト、バットマン共同創作者（* 1915年）
- 1999年 - 佐治敬三、実業家、第2代サントリー社長（* 1919年）
- 2000年 - 森藤よしひろ、漫画家（* 1944年）
- 2001年 - エルンスト・ゴンブリッチ、美術史家（* 1909年）
- 2001年 - 飯島伸子、環境社会学者（* 1938年）
- 2002年 - ジョナサン・ハリス、俳優、声優（* 1914年）
- 2004年 - 高橋晄正、医師（* 1918年）
- 2005年 - 島田秀夫、元サッカー選手、第7代日本サッカー協会会長、元三菱重工業副社長（* 1915年）
- 2005年 - 大原一三、政治家、第23代農林水産大臣（* 1924年）
- 2005年 - 芦田鉄雄[9]、俳優、舞台演出家（* 1930年）
- 2006年 - ポール・モーリア、作曲家、バンドマスター（* 1925年）
- 2006年 - 内山田洋、歌手（内山田洋とクール・ファイブ）（* 1936年）
- 2006年 - アルベルト・スペンセル、サッカー選手（* 1937年）
- 2008年 - ジャン・フルネ、指揮者（* 1913年）
- 2008年 - 河合良一、実業家、元小松製作所社長（* 1917年）
- 2008年 - アラン・フォード（英語版）、水泳選手（* 1923年）
- 2008年 - 佐伯亮、作曲家、編曲家（* 1938年）
- 2008年 - 島田幸作、プロゴルファー、日本ゴルフツアー機構（JGTO）元会長（* 1945年）
- 2009年 - フランシスコ・アヤーラ、小説家（* 1906年）
- 2009年 - 三村敏之、元プロ野球選手、監督（* 1948年）
- 2010年 - ヴィクトル・チェルノムイルジン、政治家、元ロシア連邦首相（* 1938年）
- 2010年 - ジェリー・ボック（英語版）、ミュージカル劇作家（* 1928年）
- 2010年 - 常田久仁子、テレビプロデューサー（* 1928年）
- 2011年 - 米原正義、日本史学者、國學院大學名誉教授（* 1923年）
- 2011年 - 長谷川孝士、国語教育学者、愛媛大学名誉教授、元松山市立子規記念博物館館長（* 1926年）
- 2011年 - マティ・アルー、元プロ野球選手（* 1938年）
- 2013年 - 奴隷ジャッキー、漫画家（* 生年不詳）
- 2014年 - 穂積重行、西洋史学者、元大東文化大学学長（* 1922年）
- 2014年 - 二代目桂小金治、落語家、司会者（* 1926年）
- 2014年 - 井上正[10]、実業家、元三重銀行頭取（* 1945年または1946年）
- 2014年 - 日高恒太朗、ノンフィクション作家（* 1951年）
- 2014年 - 柏木厚志[11]、実演販売師、リポーター（* 1969年）
- 2015年 - あしたひろし、漫才師（あした順子・ひろし）（* 1922年）
- 2016年 - 佐藤良一、元プロ野球選手（* 1934年）
- 2016年 - 香川正人、元プロ野球選手（* 1954年）
- 2017年 - 岩田正、歌人、評論家医（* 1924年）
- 2017年 - 河野隆、篆刻家、大東文化大学名誉教授（* 1948年）
- 2017年 - 横山忠始、政治家、元三豊市長（* 1948年）
- 2018年 - 長野暹、経済史学者、佐賀大学名誉教授（* 1931年）
- 2018年 - ビクトル古賀、元レスリング選手・サンボ選手、サンボ指導者（* 1935年）
- 2018年 - 堀尾貞治、現代美術家（* 1939年）
- 2019年 - ショウジ・サダオ、建築家（* 1927年）
- 2019年 - 眉村卓、SF作家 （* 1934年）
- 2019年 - フリーデマン・レイヤー、指揮者（* 1941年）
- 2019年 - 多良政司、録音技師（* 1951年）
- 2019年 - 羽黒海憲司、元大相撲力士、世話人（* 1966年）
- 2020年 - 國井利泰、情報科学者、会津大学元学長・名誉教授、東京大学名誉教授（* 1938年）
- 2021年 - 菊池康郎、アマチュア囲碁棋士、緑星囲碁学園代表、全日本囲碁協会理事長（* 1929年）
- 2022年 - 川﨑昭一郎、物理学者（* 1932年）
- 2022年 - レイ・ガイ、アメリカンフットボール選手（* 1954年）
- 2022年 - ダグラス・マクグラス、脚本家、映画監督、俳優（* 1958年）
- 2024年 - 西田篤史、ローカルタレント（* 1956年）
- 2024年 - クインシー・ジョーンズ、音楽プロデューサー（* 1933年）

### 人物以外（動物など）
- 1957年 - ライカ (クドリャフカ)、ソ連の宇宙犬（* 1954年）
- 2019年 - マヤノトップガン、競走馬（* 1992年）

## 記念日・年中行事
- 文化の日（ 日本、1948年 - ）
国民の祝日の1つ。1946年のこの日に日本国憲法が公布されたことを記念する。もともと文化の日は「明治節」という祝日で、明治天皇の誕生日にあたっていた。この日は、「自由と平和を愛し、文化をすすめる」という趣旨のもと、文化勲章の授与、文化功労者の顕彰など様々な行事やイベントが行われる[12]。

- 独立記念日（ ミクロネシア連邦）
1986年のこの日、アメリカの信託統治領であったミクロネシアが独立した。
- 独立記念日（ ドミニカ国）
1978年のこの日、ドミニカ国がイギリスから独立した。
- コロンビアからの独立の日（ パナマ）
1903年のこの日、パナマがコロンビアから分離独立した。
- クエンカ独立記念日（ エクアドル）
エクアドル第三の都市・クエンカがスペインから独立した日。

- まんがの日（ 日本）
手塚治虫の誕生日でもあることにちなみ、日本漫画家協会と出版社5社が2002年に制定。「漫画を文化として認知してもらいたい」との理由で文化の日を記念日とした。
- 文具の日（ 日本）
東京都文具事務用品商業組合等が1987年に制定。「文具と文化は歴史的に同じ意味」ということから文化の日を記念日とした。
- ハンカチーフの日（ 日本）
夫のルイ16世に「ハンカチーフは正方形にすべし」という政令を出させたマリー・アントワネットの誕生日（11月2日）に近い祝日を選んで、日本ハンカチーフ連合会が1983年に制定。
- いいレザーの日（ 日本）
「い(1)い(1)レ(0)ザー(3)」の語呂合わせにちなんで、一般社団法人日本皮革産業連合会が11月3日を記念日に制定。
- レコードの日（ 日本）
日本レコード協会が1957年に制定。「レコードは文化財」ということから、文化の日を記念日とした。
- いいお産の日（ 日本）
「い(1)い(1)お(0)さん(3)」の語呂合わせ。「いいお産の日実行委員会」が1994年から実施。
- 文化放送の日（ 日本）
局の周波数1134kHzにちなむ。11月4日との両日が記念日。
- ゴジラの日（ 日本）
東宝が2017年に制定。シリーズ第1作が1954年の同日に公開されたことにちなみ記念日となった[13]。ゴジラの誕生日としても設定されている[1]。
- 世界コスプレの日
コスプレコミュニティサイトを運営するキュア株式会社が制定。コスプレを文化として世界に普及すべく、文化の日であるこの日に制定した。
- 航空自衛隊入間航空祭（ 日本）
航空自衛隊入間基地で航空祭が毎年行なわれる。

- 調味料の日（ 日本）
「い(1)い(1)味(3)」の語呂合わせとこの日が文化の日である事から、日本の伝統調味料を通して豊かな食生活の提起と和食文化を再考し、調味料業界を活性化させることを目的として、一般社団法人日本野菜ソムリエ協会が制定した[14]。
- サンドウィッチの日（ 日本）
サンドウィッチ店の神戸サンド屋FC本部が制定。サンドウィッチの生みの親とされるイギリスのジョン・モンタギュー、第4代サンドウィッチ伯爵の誕生日であり、また「いい(11)サン(3)ド」の語呂合わせとなっている。
- みかんの日（ 日本）
全国果実生産出荷安定協議会と農林水産省が制定。「いい(11)みか（3日=みっか）ん」の語呂合わせで、11月3日と12月3日を「みかんの日」としている。
- 高野豆腐の日（ 日本）
全国凍豆腐工業協同組合連合会が2020年に制定。高野豆腐は和食の代表であり、‟日本の食文化の伝承とそのすばらしさを再発見してほしい“、‟おせち料理を食して家族で健康な新年を迎えていただきたい“、との考えから、「文化の日」であり、年内残り58日（コウヤ）である11月3日を記念日とした。